# Terry Reid
Terry Reid (ur. 20 września 1934 w Clovelly, zm. 29 kwietnia 2017) – australijski rugbysta występujący na pozycji rwacza, reprezentant kraju, następnie trener.

## Życiorys
Uczęszczał kolejno do Clovelly Primary School, Paddington Junior Technical School oraz Randwick Boys’ High School. W trakcie nauki w pierwszych dwóch grał w rugby league, jak również w klubie Eastern Suburbs, w ostatniej zaś prócz waterpolo uprawiał rugby union będąc jednocześnie związany także z klubem Randwick. Po dwóch latach gry w jego zespołach juniorskich kontynuował karierę na poziomie seniorskim, do roku 1962 zaliczając 150 spotkań, w tym 103 w pierwszej drużynie. Uczestniczył w triumfie w Shute Shield w 1959 roku, a w roku 2016 został przyjęty do hali sław klubu. 
W stanowej reprezentacji w latach 1958–1962 zagrał jedenastokrotnie. Otrzymał także powołanie do reprezentacji kraju, w której rozegrał pięć testmeczów zdobywając trzy punkty.
Zajął się następnie pracą trenerską, z sukcesami trenował zespoły rezerw Randwick oraz australijskiej armii. Pracował zawodowo w inspektoracie budowalnym gminy Woollahra i przeszedł na emeryturę w roku 1993.
Żonaty z Marjorie, dwójka dzieci Mitchell i Kelly.